# Malhostovice
Malhostovice är en ort i Tjeckien.   Den ligger i regionen Södra Mähren, i den östra delen av landet, 170 km sydost om huvudstaden Prag. Malhostovice ligger 278 meter över havet och antalet invånare är 834.
Terrängen runt Malhostovice är kuperad norrut, men söderut är den platt. Malhostovice ligger nere i en dal.Runt Malhostovice är det mycket tätbefolkat, med 1 573 invånare per kvadratkilometer. Närmaste större samhälle är Brno, 17,2 km söder om Malhostovice. Trakten runt Malhostovice består till största delen av jordbruksmark.